# 나의 첫 심부름
《나의 첫 심부름》(はじめてのおつかい)는 일본의 니혼TV 방송망에 제작 · 방송하는 비정기 텔레비전 예능 프로그램이다. 1991년 첫 방송하였으며, 현재까지 계속 방송하고 있다.
2022년 5월 6일 넷플릭스로 공개되었다.

## 기획 의도
혼자서 심부름을 하러 가는 영유아(미취학 아동)의 모습을 카메라에 담았다. 많은 이의 사랑을 받은 일본의 장수 리얼리티 쇼다.

## 방송 일정
매년 동절기 오쇼가쯔 · 성인의 날과 하절기 바다의 날 연휴 부정기 특집 방송된다.

## 참고 사항
- 유엔에서 정한 아동권리협약에 따라 보호자와 아동에 충분한 설명과 사전 동의 후에 촬영하였다.
- 1999년 에리 5세 당시 출연 이후, 2020년 쿠로키 에리(黒木 エリー) 꽃다운 나이로 사망하였다.
- 2015년 방송된 대한민국의 TV조선에서 〈난생처음〉의 유사한 프로그램이었다.

## 같이 보기
- 이슬이의 첫 심부름 (책)
- 가게
- 쇼핑